# 市原又次郎
市原 又次郎（いちはら またじろう、1845年4月9日（弘化2年3月3日）- 1923年（大正12年）4月17日）は、明治から大正期の実業家、政治家。衆議院議員。幼名・広三。俳号・旧池、独笑。

## 経歴
陸奥国岩瀬郡、のちの福島県岩瀬郡鏡石村字鏡田（現鏡石町）で大地主・常松健右衛門謙光、せつ の三男として生まれる。生後21日目に同郡、のちの須賀川町（現須賀川市）の酒造業・大庄屋、市原朔助の養子となる。須賀川の安藤石瀬塾で漢学を修めた。
家業の酒造業を営み、協済社社長、須賀川陶瓦社長などを務めた。
河野広中とは1875年（明治8年）の石陽社の設立当時から親交を持ち、1881年（明治14年）自由党福島部の設立に参画し岩瀬組幹事となり自由民権運動に加わる。同年、福島県会議員に選出され、1882年（明治15年）4月の福島県会では三島通庸県令提出の議案の否決に組した。同年12月、福島事件で須賀川警察署に拘引され、その後、若松（現会津若松市）に送られたが、1883年（明治16年）2月に証拠不十分で釈放された。しかし、官吏侮辱罪に問われ重禁固10ヵ月、罰金10円の有罪判決を受け福島監獄で服役した。
その後、1889年（明治22年）から1892年（明治25年）まで須賀川町助役を務め、岩瀬郡会議員、須賀川町会議員などにも在任。1899年（明治32年）福島県会議員に再選された。1915年（大正4年）3月の第12回衆議院議員総選挙で福島県郡部から立憲同志会公認で出馬して当選し、憲政会に所属して衆議院議員に1期在任した。

## 著作
- 『独笑翁歌句集』市原孝一[注 2]、1925年。

## 親族
- 兄 常松次郎太郎（自由民権運動家）[4]